# Gyula Komarnicki
Gyula Komarnicki (22. února 1885 Budapešť – 27. srpna 1975, Budapešť) byl maďarský horolezec s polskými předky, který ve Vysokých Tatrách provedl přes 100 stěnových prvovýstupů. V letech 1928–1934 byl generálním ředitelem maďarských železnic, pak v letech 1934–1944 generálním ředitelem maďarské říční a námořní dopravy.

## Životopis
Vystudoval piaristické gymnázium v Budapešti. Právnické vzdělání ukončil doktorátem. Se svými rodiči často jezdíval na dovolenou do Vysokých Tater. Hory ho zpočátku nezajímaly, ovlivnila jej ale tehdejší literatura o horách i vysokoškolští přátelé. Nejprve se věnoval turistice, ale zakrátko se dal na horolezectví. Intenzivně se mu začal věnovat v roce 1906, kdy byl s rodiči a mladším bratrem na dovolené v Tatrách. Oba bratři bez vědomí rodičů, oblečeni v městském oděvu a botách, 14. srpna 1906 vylezli na Lomnický štít. V témže roce uskutečnili i jiné odvážné túry. Od tehdy se Komarnicki naplno začal věnovat horolezectví a objevování nových cest na tatranské vrcholy. Roku 1912 uskutečnil 25 prvovýstupů a pokračoval v dalších. Během první světové války bojoval na italské frontě. Teprve v roce 1920 se znovu objevil v Tatrách a své aktivity v nich ukončil v roce 1968. Intenzivně se věnoval turistice a horolezectví v Alpách.
Věnoval se glaciologii a geografii. Byl aktivním členem mnoha turistických a sportovních spolků. Byl členem představenstva Maďarského klubu lyžařů (1910), členem Maďarského turistického spolku (Magyar turista egyesület) v letech 1911–1913, 1918–1920 i členem jeho představenstva. Byl spoluzakladatelem Budapešťského univerzitního turistického spolku v roce 1909.
Výrazně přispěl k ustálení názvosloví v Tatrách. Vydal prvního turistického průvodce Vysokých Tater A Magas Tátra hegymászókalauza (vydání 1914, 1917, 1926, 1978 a v německé verzi 1918). Uveřejnil mnohé odborné články o Vysokých Tatrách v turistických ročenkách a časopisech, zejména v Turistaság és Alpinizmus, jehož byl spoluzakladatelem a spoluredaktorem (od roku 1911).
Během druhé světové války pomohl desítkám uprchlíků z Polska (nejen horolezcům) a jasně se distancoval od fašismu. Po nástupu Maďarské socialistické dělnické strany k moci byl jako „buržoazní živel“ vyhnán z Budapešti. Vrátit se do rodného města směl až v době úřadování Jánose Kádára.

## Lezecké výkony
Od roku 1906 do vypuknutí první světové války (krátce i po jejím skončení) provedl ve Vysokých Tatrách 143 prvovýstupů, například SV stěnou Zlobivé, jižní stěnou Batizovského štítu, severní stěnou Javorového i Malého Javorového štítu, SZ stěnou Gerlachovského štítu, SZ stěnou polské hory Mních, JZ žlabem na Širokou věž a severní stěnou Malého Kežmarského štítu. Pozoruhodné byly i první zimní výstupy na Ostrý štít či Zadný Gerlach. V meziválečném období podnikal výstupy i v Alpách.
Svými výkony ve velkých stěnách posunul sportovní horolezectví v Tatrách. Některé túry s ním absolvoval jeho bratr Roman Komarnicki (1887–1973).

## Publikace
- Gy. Komarnicki: A Magas Tátra hegymaszókalauza, 1914 (reedice 1917, 1926; 1978 doplněné vydání, něm. 1918)
- Gy. Komarnicki a F. Dénes: Magas Tátra 1:50 000, 1919 (mapa).